# 1545 en littérature
| Années de la littérature : 1542 - 1543 - 1544 - 1545 - 1546 - 1547 - 1548    |
| Décennies de la littérature : 1510 - 1520 - 1530 - 1540 - 1550 - 1560 - 1570 |

Cet article présente les faits marquants de l'année 1545 en littérature.

## Événements
- 21 avril  : Pierre de Ronsard rencontre Cassandre Salviati au château de Blois[1]. Elle lui inspire le poème Mignonne, allons voir si la rose.
- 30 avril : Linguæ Vasconum Primitiæ de Bernard D'Etchepare, premier livre imprimé en langue basque, obtient un privilège d'impression du Parlement de Bordeaux[2].
- 19 septembre : Rabelais obtient un privilège royal pour l'impression du Tiers Livre[3].

## Parutions

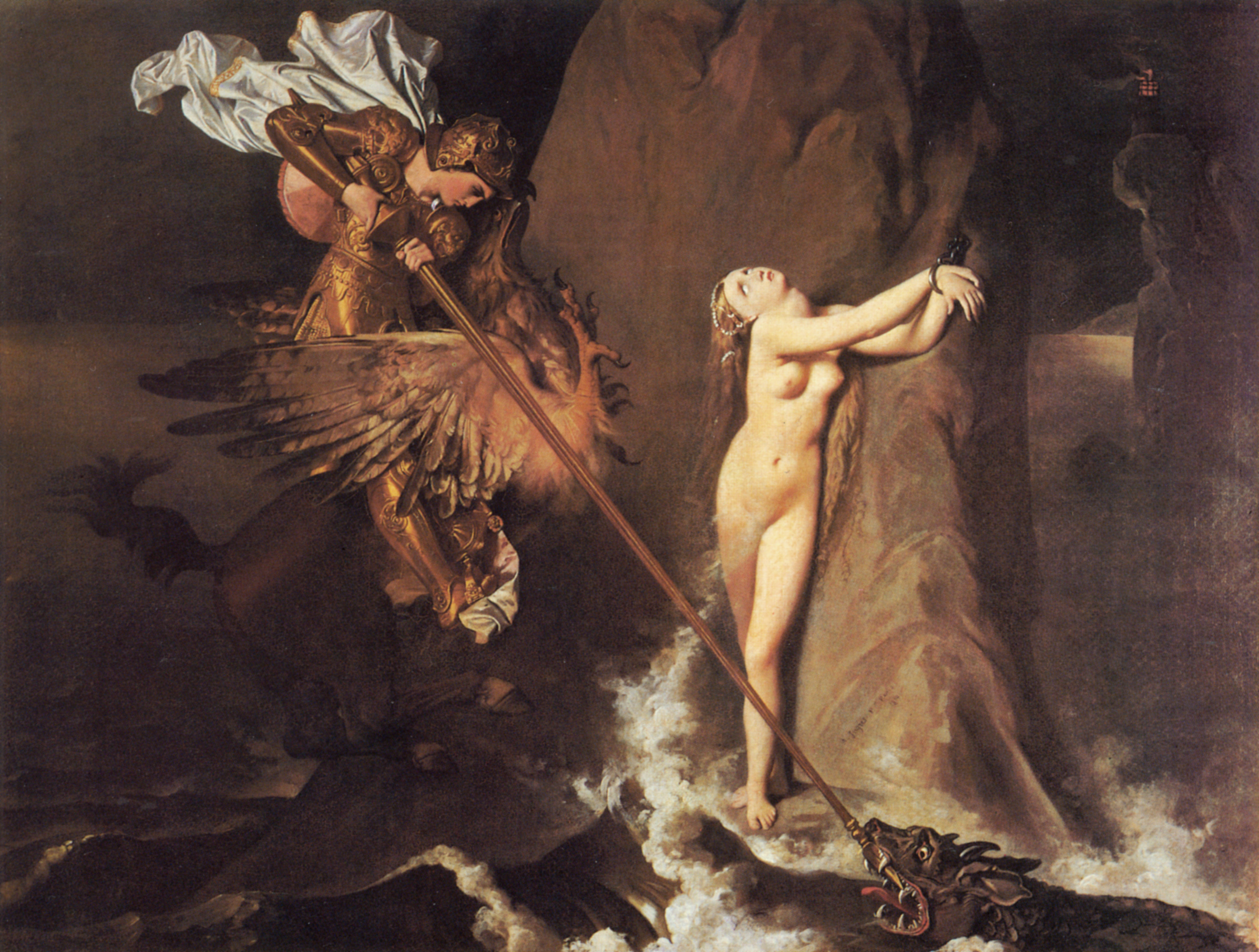
Le Roland furieux: Roger délivrant Angélique par Ingres

- 2 juin : Prayers Stirring the Mind Unto Heavenly Meditations (« Prières ou Méditations »), de la reine anglaise Catherine Parr[4].

- Traduction française du Roland furieux ou Orlando Furioso, poème épico-comique écrit 1516 par Ludovico Ariosto (dit en français l'Arioste), par Jehan des Gouttes[5].
- Toxophilus, traité sur le tir à l'arc  de Roger Ascham[6].

## Décès
- Pernette du Guillet, poétesse française (née vers 1520).